# Clearwater megye (Minnesota)
Clearwater megye az Amerikai Egyesült Államokban, azon belül Minnesota államban található. Megyeszékhelye és legnagyobb városa Bagley. Lakosainak száma 8524 fő (2020. április 1.). Clearwater megye Beltrami, Mahnomen, Hubbard, Becker, Polk és Pennington megyékkel határos.

## Népesség
A megye népességének változása:
| Lakosok száma | 8707 | 8721 | 8714 | 8838 | 8803 | 8524 |
|               | 2010 | 2011 | 2012 | 2013 | 2015 | 2020 |